# Teodor Balș
Teodor Balș (rum. Teodor Balș; ur. 1790, zm. 1857) – kajmakam Mołdawii w latach 1856–1857.
W 1856 po wygaśnięciu siedmioletniej kadencji hospodara mołdawskiego Grzegorza Aleksandra Ghiki został mianowany przez Wysoką Portę kajmakamem Mołdawii – do czasu wyboru nowego hospodara. Jako przedstawiciel środowisk konserwatywnych Mołdawii (głównie bojarów oraz wyższego kleru), popierany przez Austrię, odszedł od polityki Ghiki, który wspierał dążenia do zjednoczenia Mołdawii i Wołoszczyzny w jedno państwo rumuńskie. Balș zwalczał zwolenników unii, likwidował też różne instytucje powołane przez swego poprzednika (w szczególności oświatowe).
Zmarł w trakcie pełnienia urzędu, 1 marca 1857.